# Grand temple d'Aton
Pour les articles homonymes, voir Temple d'Aton.
Le grand temple d'Aton (ou Maison d'Aton, situé dans la ville d'Amarna, en Égypte, est le principal temple du culte du dieu Aton sous le règne d'Akhenaton,.
Akhenaton a inauguré une période unique de l'histoire de l'Égypte antique en établissant un nouveau culte religieux dédié au disque solaire, Aton. Il rompt avec le culte traditionnel des autres divinités comme Amon-Rê et inaugure une ère nouvelle où Aton est vénéré comme dieu du soleil. Akhenaton et son épouse Néfertiti, représentant le couple royal d'origine divine, servent d'intermédiaire entre le peuple et le dieu.
Bien qu'il ait commencé des constructions à Karnak durant son règne, l'association de la ville avec d'autres dieux conduit Akhenaton à établir une nouvelle ville et capitale à Amarna (appelé alors Akhetaton) pour Aton. Akhenaton construit la ville, comprenant des ateliers, des palais, des temples et des banlieues, le long de la rive Est du Nil.
Le grand temple d'Aton est situé au nord du centre-ville. Étant le plus grand temple dédié à Aton, Akhenaton y établit son propre culte et celui du disque solaire.

## Description
Le grand temple d'Aton se trouve au nord de la partie centrale de la ville d'Akhenaton. Séparé du palais par de nombreux entrepôts, il est orienté selon un axe est-ouest. L'entrée ouest du grand temple se trouve le long de la route royale, route parallèle au Nil qui traverse la ville.
Peu de temps après la mort d'Akhenaton, le culte d'Aton est rejeté en tant que religion et la ville est détruite. Le temple est démantelé, recouvert par le sable, ce qui l'a préservé pour les archéologues d'aujourd'hui.
En 1890, Flinders Petrie, avec la permission du Département des antiquités, commence des fouilles dans la région.
En se basant sur les fondations restantes ainsi que sur le décor d'une tombe privée d'Amarna représentant le grand temple, une reconstitution complète du temple est désormais possible.
L'un des aspects les plus particuliers du temple est qu'il ne comporte aucune image du dieu. Au lieu de cela, le temple est en plein air, sans toit, ainsi les gens vénèrent directement le soleil au-dessus d'eux alors qu'il voyage d'Est en Ouest. C'est en fait une caractéristique commune à tous les temples d'Aton, ils étaient tous disposés pour permettre l'adoration directe du ciel (comme dans le château d'Aton, le petit temple d'Aton situé à 500 m au sud du grand temple d'Akhetaton).
Le grand temple se dresse dans une enceinte de 760 × 270 mètres. Il comporte deux structures principales, le Gem-Aton et le Sanctuaire, séparées par 300 mètres environ.
La première de ces structures, le Gem-Aton, est visible dès l'entrée dans l'enceinte. C'est un long bâtiment précédé d'une cour appelée Per-Hai, « la maison de la réjouissance ». À gauche de l'entrée principale du temple se trouve un pavillon à colonnes, comportant de chaque côté de petites chapelles. Ces chapelles, construites à l'origine pour la reine Kiya, ont été récupérées, par la suite, par les princesses aînées d'Akhenaton.
Le premier grand pylône garde l'entrée de Per-Hai. Cinq paires de grands mâts avec des fanions rouges encadrent la porte.
L'intérieur de la cour comporte deux rangées de quatre colonnes de chaque côté. Au milieu de ces colonnades se trouvent des autels en pierre calcaire, sculptés aux images du roi et de la reine faisant des offrandes.

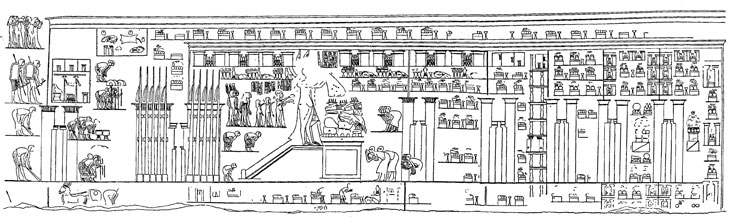
Le grand temple représenté dans la tombe de Panehsy

Gem-Aton (« Aton est trouvé ») est accessible après avoir traversé la cour Per-Hai et le grand pylône. Une série de six cours séparées par des pylônes permet d'aboutir au sanctuaire principal et à l'autel. Ce temple diffère des temples des autres dieux, car en progressant de cours en cours, elles deviennent plus aérées et lumineuses, à l'opposé des temples comme ceux d'Amon-Rê où les salles sont sombres et enveloppées de mystère.
Chacune des cours successives dispose d'autels et de magasins où les offrandes peuvent être stockées. La première cour comprend un autel avec des petites chapelles et des chambres de chaque côté. La quatrième cour a des colonnes ainsi que des chambres meublées où les gens peuvent se reposer à l'ombre. La dernière cour abrite le maître-autel principal destiné au couple royal. Il est entouré de 365 autels en briques de terre crue, un pour chaque jour de l'année, divisés pour représenter la Haute et la Basse-Égypte. Au-delà de ce maître-autel, Gem-Aton se termine brusquement par un mur blanc, qui ne semble pas avoir eu de porte.
Les offrandes faites ici sont consacrés à Aton, mais sont ensuite utilisées pour nourrir les prêtres officiants, le personnel du temple, et même une partie de la population locale.
À l'extérieur de Gem-Aton, il y a assez d'espace pour un grand déambulatoire et pour les quarante lignes de vingt tables d'offrandes.

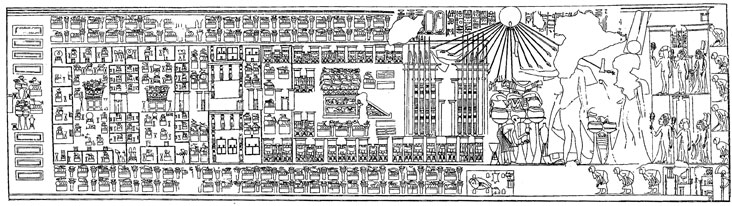
La représentation du temple dans la tombe de Méryrê

Entre le Gem-Aton et le Sanctuaire, le bâtiment principal à l'extrême Est de l'enceinte est un portique à colonnes devant lesquelles se trouvent des statues d'Akhenaton et de sa famille. À l'intérieur du portique, il y a une stèle en quartzite à côté d'une colossale statue assise d'Akhenaton. Cette stèle est gravée aux images d'Akhenaton et de Néfertiti et est une version de pierre benben, symbole solaire sacrée d'Héliopolis.
Traditionnellement, la pierre benben est une représentation de l'île créée par le dieu solaire Atoum au commencement du monde. Il s'agit d'une des zones les plus sacrées du temple où s'amoncèlent les fleurs et les offrandes.
Un seul fragment de cette pierre a été découvert par Howard Carter en 1892 mais a été identifié comme une pierre benben en se basant sur les représentations du temple découvertes dans les tombes proches.
Situé également entre le Gem-Aton et le Sanctuaire, se trouve un grand bâtiment carré où les animaux sont abattus et préparés pour les offrandes, mais les fouilles archéologiques dans cette zone sont rendues difficiles par la présence de l'actuel cimetière de Et-Till.
Après le grand temple, la structure la plus importante est le Sanctuaire à l’extrême Est qui a peut-être été inspiré par les temples solaires de la Ve dynastie à Abou Ghorab.
Le Sanctuaire s'ouvre par un pylône qui conduit à une cour ouverte où trois maisons probablement destinées aux prêtres en service sont sur le côté sud.
Un deuxième pylône conduit à une chaussée passant au milieu de deux grandes colonnades, comportant de chaque côté, des statues colossales d'Akhenaton portant les couronnes rouge et blanche, symboles de la royauté égyptienne.
La chaussée continue jusqu'à une cour finale comportant un maitre-autel entouré de tables d'offrandes. L'autel principal est certainement prévu pour la famille royale, surtout après que Gem-Aton a été construit et utilisé régulièrement.
Derrière le Sanctuaire se trouvent d'autres pièces dont une grande salle utilisée pour la cérémonie de dédicace. Ces pièces ne sont accessibles que par l'extérieur du Sanctuaire.
Contre le mur d'enceinte, à l'extrême nord-est, se dresse un dernier autel, appelé le Hall du Tribut des étrangers. Il s'agit un grand autel où les pays étrangers peuvent faire des offrandes.

## Fouilles archéologiques
William Flinders Petrie est la première personne à travailler sur le temple et son assistant, Howard Carter, fouille la zone du Sanctuaire.
Toutefois, c'est John Pendlebury qui a cartographié entièrement le site durant les fouilles de 1935.
Le Armana project soutenu par la fondation pour l'exploration de l'Égypte a fouillé le site et a corrigé quelques erreurs de la carte.

## Construction

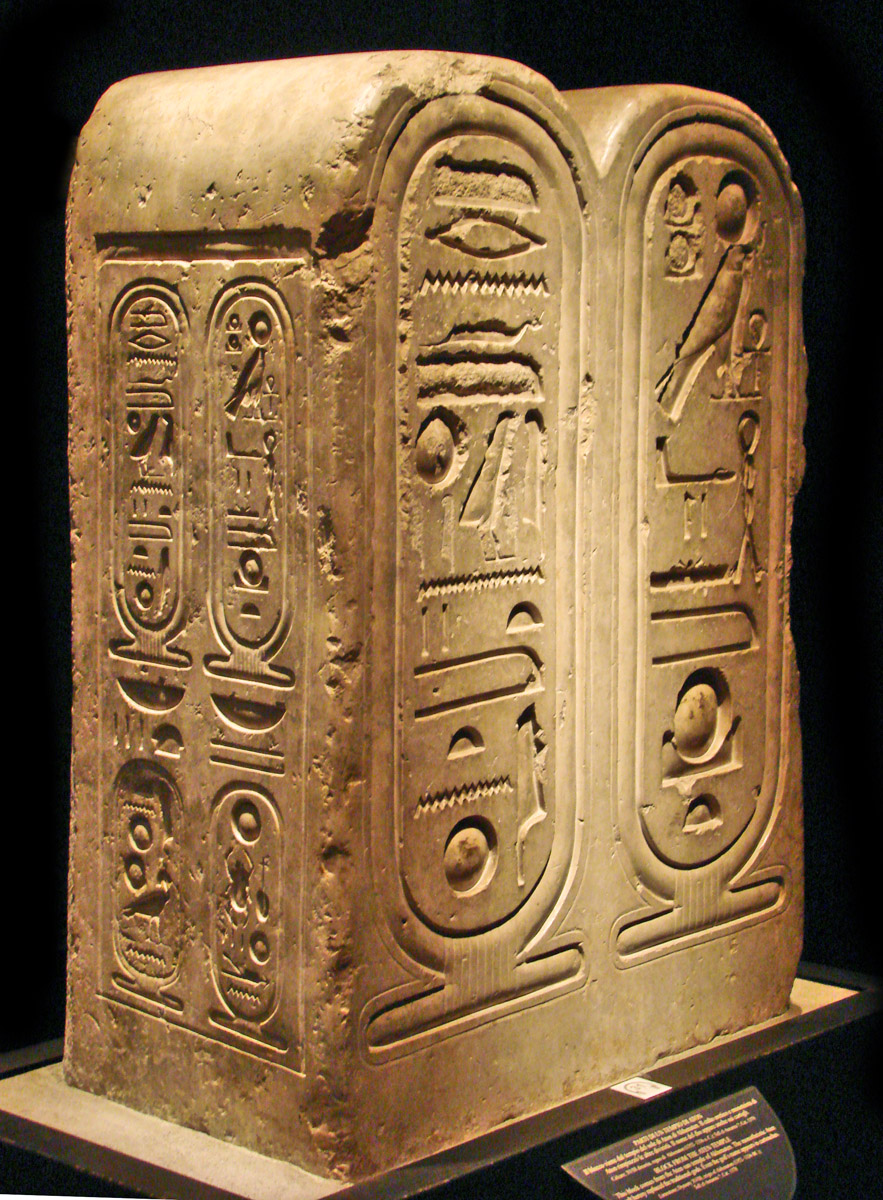
Stèle trouvée dans le temple.

La cité d'Akhetaton a été construite assez rapidement et principalement en briques de terre crue.
Les briques ont été séchées au soleil. Elles font environ 33-37 cm x 15-16 cm x 9-10 cm, sauf les briques du mur d'enceinte qui sont plus grandes, 38 cm x 16 cm x 16 cm.
Durant la construction, du mortier a été utilisé pour lier les rangées de briques, mais n'a pas été utilisé entre chaque brique d'une rangée. Il n'y a pas de pluie pour détériorer les briques, mais elles s'usent par l'action du vent, aussi elles ont été couvertes d'une couche de boue.
Du bois a été utilisé comme support structurel pour les pylônes et le mur d'enceinte du grand temple. Les bâtiments publics du temple comportent des colonnes de pierre et sont construits sur des bases de pierre. Les colonnes de pierre sont conformes au style habituellement trouvé ailleurs en Égypte, comportant des feuilles de palme ou de papyrus.
Pour disposer des éléments structurels tels que les tables d'offrandes et ou les fossés sur le plancher en plâtre, de la ficelle a été utilisée. La ficelle a d'abord été enduite de peinture noire puis a été tendue et a touché le sol, laissant une marque. Dans certains endroits, la ficelle s'est imprimée dans le plâtre, laissant un sillon. Une technique similaire a été utilisée sur les murs afin de délimiter des surfaces avant qu'elles soient décorées avec des bas-reliefs.
La construction du temple s'est réalisée par étapes.
Avant qu'aucun bâtiment ne soit construit, une cérémonie de dédicace a eu lieu sur le site. La porte cérémonielle avec des réceptacles pour les offrandes liquides ouvre une avenue pavée.
L'avenue s'étend vers l'est et est bordée de sphinx, remplacés ultérieurement par des arbres (des trous pour les arbres ont été trouvés, certains contenant encore des racines d'arbres). L'avenue conduit à un petit sanctuaire en briques de terre crue qui a été intégré ensuite dans le plan du temple.
La première construction importante réalisée par Akhenaton est la construction du mur du téménos, vaste zone de 229 × 730 m. Quand le mur a été entièrement construit, le Sanctuaire en pierre a été construit à l'extrême est de l'enceinte.
Le Sanctuaire semble avoir fonctionné seul pendant quelque temps, avant qu'Akhenaton ajoute le Gem-Aton dans le côté ouest de l'enceinte. Avec cette addition, la porte cérémonielle d'origine a été démontée et une chaussée surélevée l'a remplacé.
Le Gem-Aton a été construit en pierre, mais il semble que, à court de matériaux, Akhenaton a terminé la construction en briques de terre crue. La décoration des murs du temple n'est pas connue parce que la zone a été totalement détruite, mais les fragments trouvés indiquent que de nombreuses statues d'Akhenaton et de sa famille ont été installées autour du temple.

### Fragments de sculptures provenant du temple

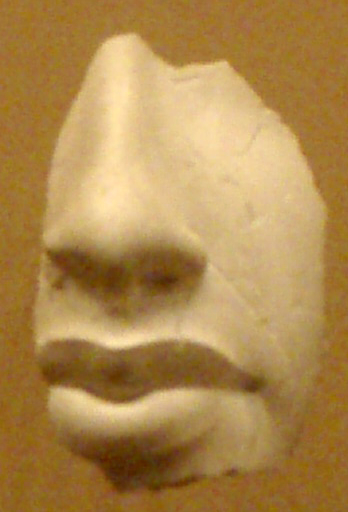
Un fragment de visage.
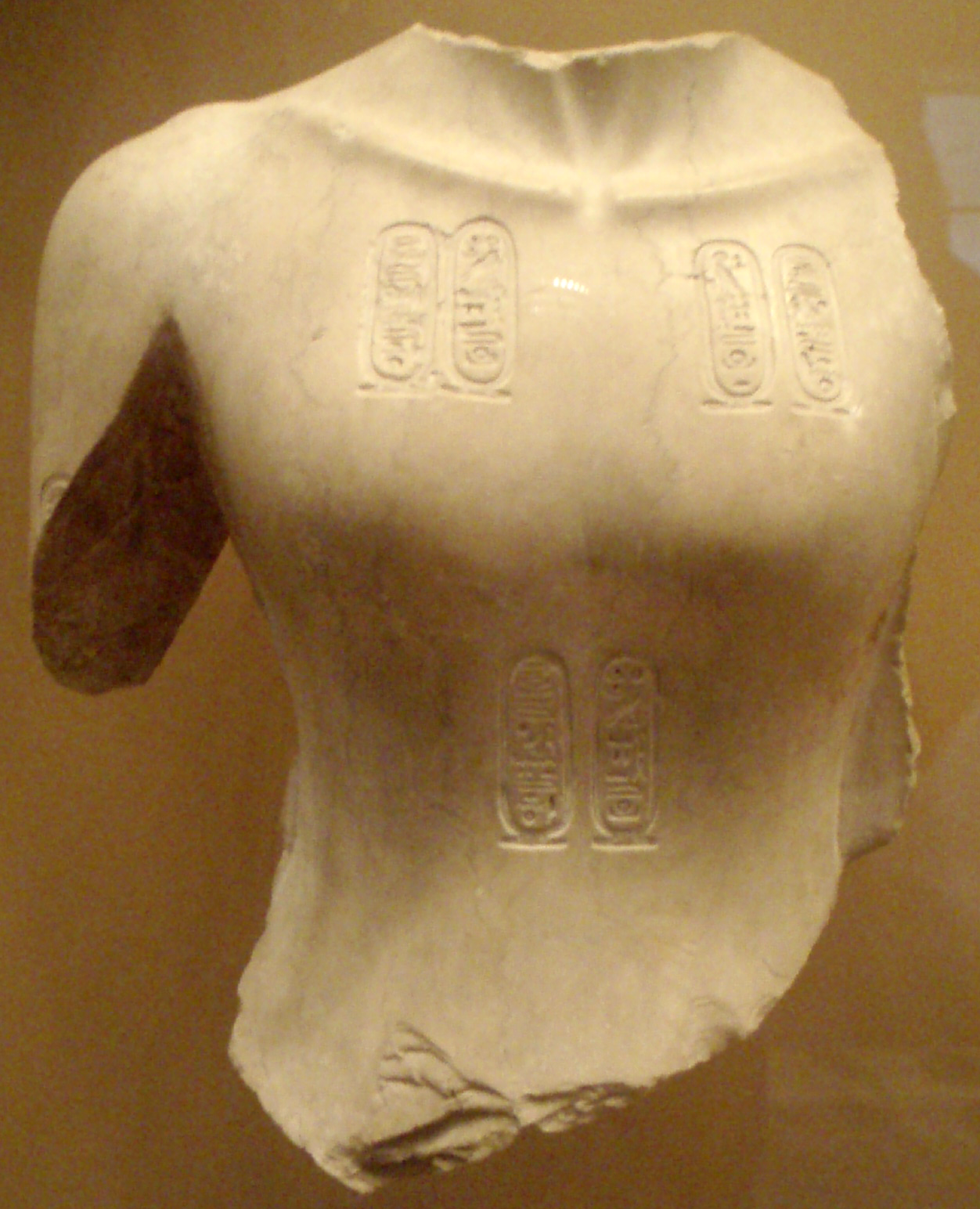
Partie du corps du pharaon Akhenaton.
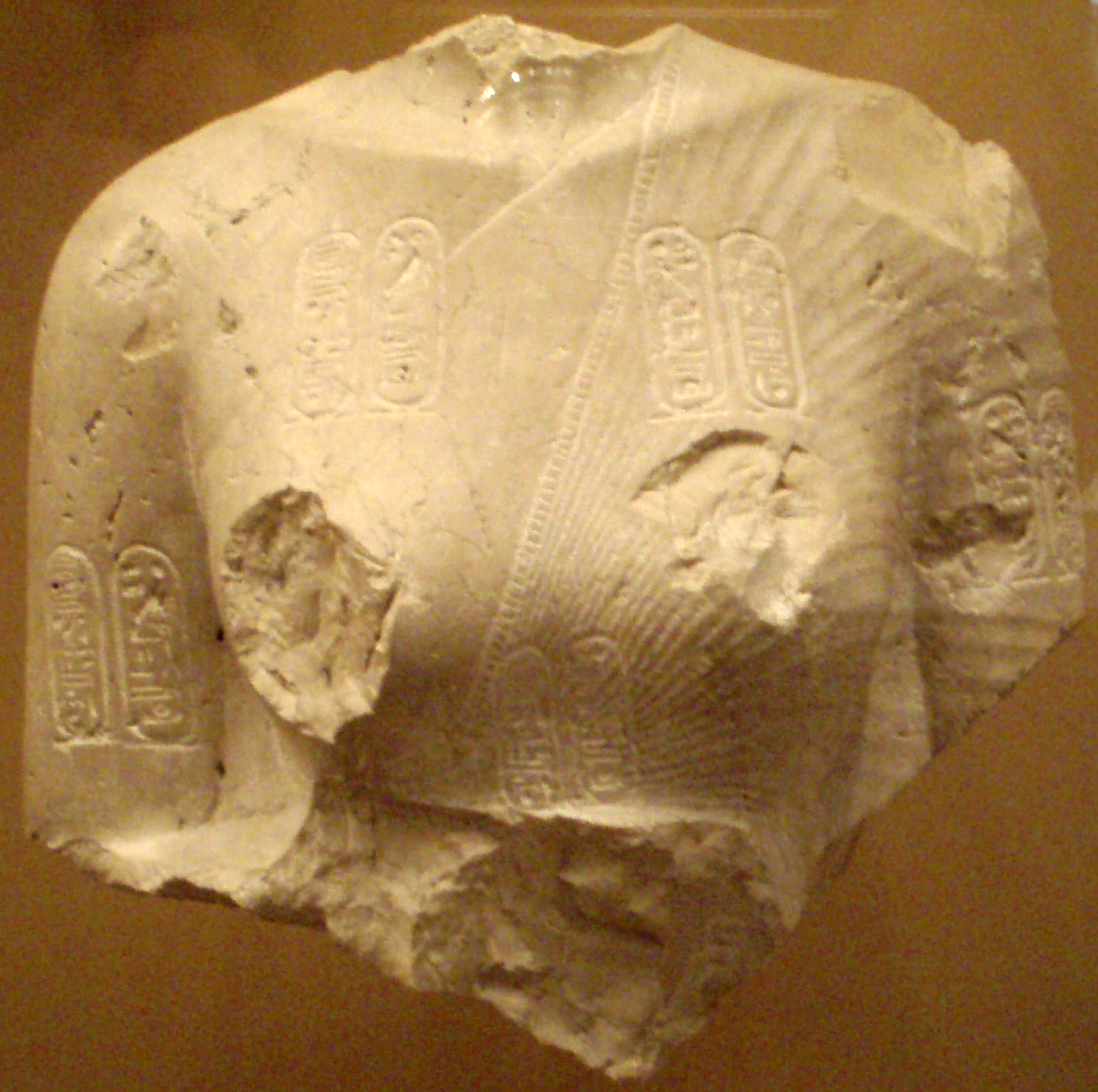
Partie du corps de Néfertiti.

## Culte d'Aton
Le culte d'Aton est célébré chaque jour et est très simple.
Bien qu'il y ait d'autres prêtres, Akhenaton agit comme grand prêtre, et un rôle particulier est assigné aux femmes royales.
Comme il n'y a pas de statue cultuelle, les actes traditionnels pour réveiller et laver le dieu n'existent pas dans le grand temple, l'adoration consiste principalement à chanter des hymnes et à faire des offrandes à Aton.
Certains hymnes racontent des légendes dont une qui attribue à Aton la création de la race humaine et indique que les peuples ont été créés différents, parlant des langues différentes et ayant des couleurs de peau différentes. D'autres hymnes sont la simple expression de l'adoration et de la gratitude à Aton.
Les offrandes sont constituées de nourriture, boisson, fleurs et parfums et sont souvent accompagnées d'encens et de libations.
Un bâton spécial appelé hrp consacre les offrandes en les touchant, les marquants ainsi pour Aton.
Chaque jour, la famille royale arrive au temple dans des chariots après une procession sur la route royale, entre dans l'enceinte du temple et présente des offrandes devant le Gem-Aton. Le pharaon et la reine consacrent leurs offrandes avec le hrp tandis que leurs filles utilisent un instrument de musique appelé sistre.
La famille passe alors les pylônes et monte les marches jusqu'au maître-autel où sont offerts la viande, les volailles, les légumes et les fleurs accompagnés de trois pots d'encens. Pendant que le pharaon et la reine officient, les prêtres placent des offrandes sur les autres autels pour le peuple tandis que de la musique joue.
Les princesses font retentir les sistres pendant que quatre hommes chantent des hymnes dans la cour du Gem-Aton. À l'extérieur du Gem-Aton, des femmes musiciennes jouent accompagnées d'un harpiste et par le chœur du temple. Ces musiciens jouent à intervalle régulier pendant toute la journée.

## Sources
- (en) Cet article est partiellement ou en totalité issu de l’article de Wikipédia en anglais intitulé « Great Temple of the Aten » (voir la liste des auteurs).